# Убинас
Убинас е активен стратовулкан в Югозападно Перу, регион Мокегуа.
Висок е 5672 метра. Отстои на 900 км южно от Лима. В полите на вулкана се намира град Керапи (Querapi).
Последната му активност преди 2006 година е през 1956 година. От 22 април 2006 г. вулканът изхвърля пепел и заплашва да изригне. На 23 април 2006 г. Перу обявява бедствено положение в местностите близо до вулкана.
|  | Тази страница частично или изцяло представлява превод на страницата Ubinas в Уикипедия на немски. Оригиналният текст, както и този превод, са защитени от Лиценза „Криейтив Комънс – Признание – Споделяне на споделеното“, а за съдържание, създадено преди юни 2009 година – от Лиценза за свободна документация на ГНУ. Прегледайте историята на редакциите на оригиналната страница, както и на преводната страница, за да видите списъка на съавторите. ВАЖНО: Този шаблон се отнася единствено до авторските права върху съдържанието на статията. Добавянето му не отменя изискването да се посочват конкретни източници на твърденията, които да бъдат благонадеждни. |